# Seychellen-Tigerchamäleon

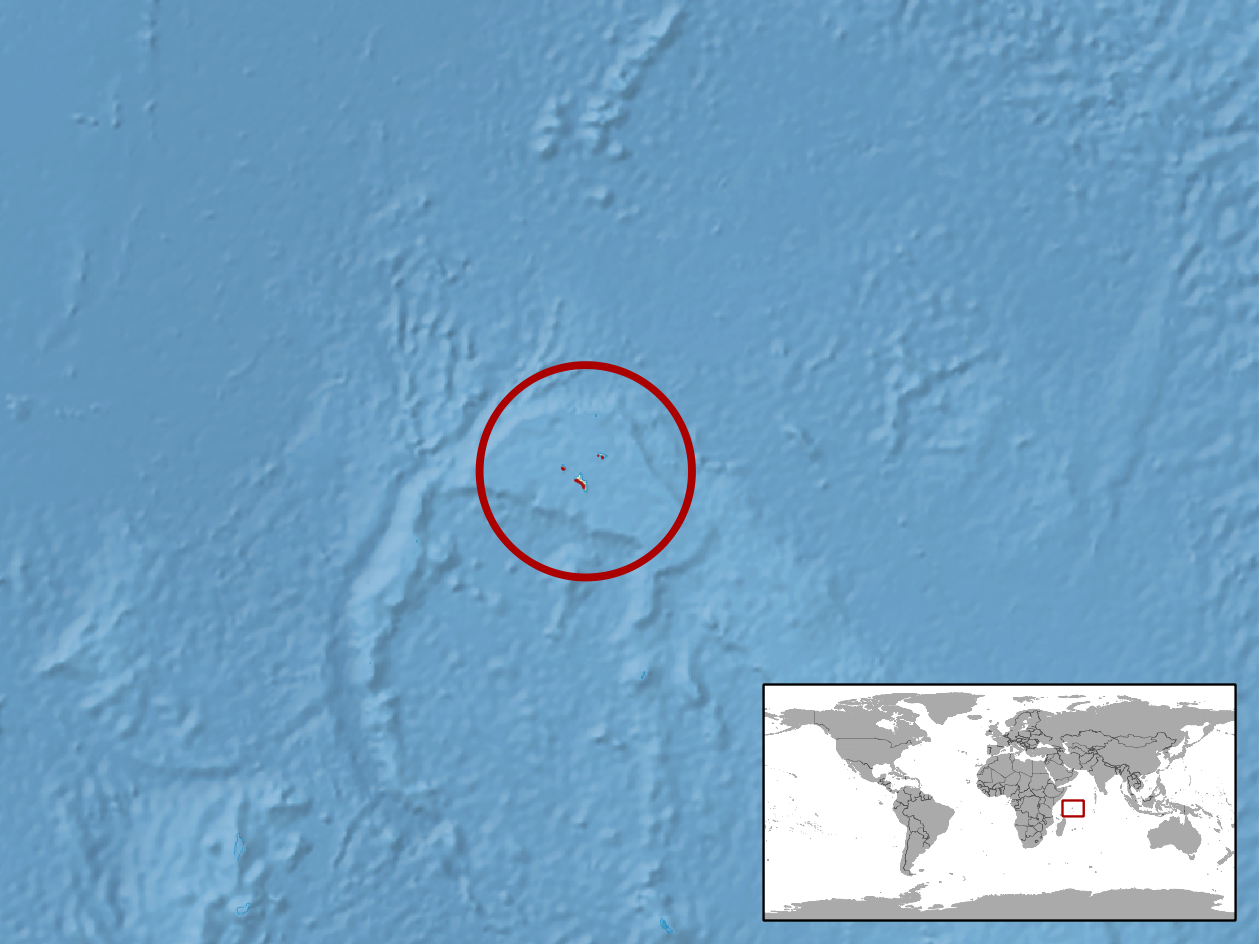
Verbreitungsgebiet des Seychellen-Tigerchamäleons.

Das Seychellen-Tigerchamäleon (Archaius tigris, Syn.: Calumma tigris) wurde im Jahre 1820 erstmals beschrieben. Es ist eine vom Aussterben bedrohte Spezies der Chamäleons, die nur auf den Seychelleninseln Mahé, Silhouette und Praslin vorkommt.

## Systematik
Das Seychellen-Tigerchamäleon ist die einzige Art in der Gattung Archaius, welche als Schwestergruppe der Gattung Rieppeleon in Südafrika gilt. Bis 2010 wurde es der endemisch auf Madagaskar vorkommenden Gattung Calumma zugeordnet. Die enge Verwandtschaft mit Rieppeleon und die biogeographische Verteilung gilt als erster zoologischer Beleg für das Aufbrechen Gondwanas in der Kreidezeit.

## Beschreibung
Mit einer Länge von nur 16 cm ist diese Art für ein Chamäleon relativ klein. Die Körperfarbe variiert von hellgrau, also sehr unauffällig, oder einer knall-gelb-orangen bis zu einer grün- oder dunkelbraunen Färbung. In der Regel sind auf der Haut vereinzelte dunkle Flecken und ein hellgraues Kinn und Hals sichtbar. Eines der markantesten Merkmale der Tigerchamäleons ist jedoch der spitze Vorsprung auf seinem Kinn, welcher bis zu 3 Millimeter lang sein kann und der unter einem Kamm von kleineren, stacheligen Auswüchsen liegt.

## Lebensraum und Verbreitung
Die Tigerchamäleons sind endemisch auf den Seychellen, wo man sie nur auf den Inseln Mahé, Praslin und Silhouette findet. Das Habitat besteht aus tropischen Primär- und Sekundärwäldern. Dort gibt es eine hohe Pflanzenvielfalt und zahlreiche Hochlandgärten. Man findet Exemplare vom Meeresspiegel aus bis auf 550 Meter Höhe.

## Verhalten und Zucht
Nach einer kurzen Aufwärmphase am Morgen gehen diese Chamäleons auf die Suche nach Insekten wie weißfüßigen Ameisen (Technomyrmex albipes complex) und anderen Kleintieren, um sich zu ernähren. Wie alle Chamäleons jagen auch sie mit ihrer länglichen klebrigen Zunge, die sie mit hoher Geschwindigkeit auf ihre Beute schießen. Die Zunge ist mit einem tödlichen Saugnapf ausgestattet, mit dem sie in der Lage sind, die Beute zu umgreifen.
Auf Mahé legen sie ihre Eier in eingeführten Ananaspflanzen ab. Diese Pflanzen sind nicht auf den Inseln Praslin und Silhouette eingebürgert, sodass ihnen nur die natürlichen Nistplätze bleiben. Diese natürlichen Nistplätze sind noch unbekannt, obwohl man vermutet, dass sie auf den endemischen Pflanzen, wie Pandanus und Palmen, ihre Eier legen. In Gefangenschaft enthält ein Gelege zwischen fünf und zwölf Eiern.

## Bedrohungen und Erhaltung
Die Spezies wird als gefährdet auf der Roten Liste der IUCN und von CITES (The Convention on International Trade in Endangered Species of Wild Fauna and Flora) gelistet. Das Übereinkommen über den internationalen Handel mit bedrohten Tier- und Pflanzenarten verbietet das Entfernen der Tiere aus ihrem Lebensraum. 
Da Seychellen-Tigerchamäleons nur auf drei kleinen Inseln leben, sind sie besonders anfällig für Veränderungen in ihrem Lebensraum. Auf den Inseln Mahé und Praslin sind sie insbesondere durch Zerstörung von Lebensräumen durch eingeführte gebietsfremde Pflanzen wie Zimt (Cinnamomum verum) stark bedroht.
Das Chamäleon und sein Lebensraum sind im Morne-Seychellois-Nationalpark auf Mahé und im Nationalpark auf Praslin geschützt. Auf Praslin, wo die Habitatwiederherstellungsprogramme Fortschritte machen, steigt die Population langsam. Auf Silhouette wird versucht, die Bedrohung durch Renaturierung zu mindern. Hier lebt die Hauptpopulation, für die es von Vorteil ist, dass Tierschützer es bereits geschafft haben einige Wälder unter Naturschutz stellen zu lassen. Weitere Wälder sollen unter Schutz gestellt werden, indem sie in ein neues Schutzgebiet einbezogen werden.

## Kunst
Marianne North bildete auf der Insel Mahé 1883/1884 in ihrem Gemälde Nr. 496 ein Seychellen-Tigerchamäleon ab.